# 東京証券ビル本館
東京証券ビル本館（とうきょうしょうけんビルほんかん）とは、かつて日本の東京都中央区日本橋兜町にあった建築物である。

## 沿革
かつての東京株式取引所が、1927年（昭和2年）落成させた新市場館に次ぐ、同所事務所にあてる本館として計画し、1931年（昭和6年）4月完成させた。
同所は第二次世界大戦中に日本証券取引所として統合されたので同所の所有となることを経て、連合国軍最高司令官総司令部の命による同所解散後はその施設を引き継がせる趣旨より設立された平和不動産会社が所有・運営にあたることとなった。また1946年（昭和21年）6月よりは同指令部が接収の上、当初はエクスチェンジホテルとして、後には極東海軍総司令部となしていたのであったが、1952年（昭和27年）12月27日解除となったので、接収中に破壊された設備等を修理の上、同所を引き継いだ東京証券取引所が翌1953年（昭和28年）6月1日より賃借する運びとなったのであった。
時勢の推移より、同社・同所等の間でこれを改築しようとする議が纏まり、ついに1982年（昭和57年）4月8日をもって解体式挙行の上程無く工事に着手された。そして1984年（昭和59年）、跡地に東京証券取引所ビルと称される建築の第1期部分である市場館が完成させられたのである。

## 建築概要
設計は横河工務所である。ドーリア式円柱上に鎮座した男女8体の彫刻は斎藤素巌作であった。